# Майстренко Олександр Юрійович
Майстренко Олександр Юрійович (8 вересня 1956, Київ — 17 грудня 2011, Київ) — український вчений-теплоенергетик. Доктор технічних наук (1999), професор (2005), академік НАН України (2009).

## Біографія
Олександр Майстренко народився в Києві 8 вересня 1956. Навчався в Київському технологічному інституті харчової промисловості, закінчив у 1978 році. Працював в Інституті вугільних енерготехнологій НАН України в Києві, у 1985—2011 роках. З 1996 р. — завідувач відділу процесів горіння та газифікації вугілля, з 2009 року — директор інституту.